# Tony Crescitelli
Tony Crescitelli (Altavilla Irpina, 11 gennaio 1957) è un ex calciatore italiano naturalizzato statunitense, di ruolo centrocampista.

## Carriera

### Club
Nel 1979 gioca per i Washington Diplomats e per i Fort Lauderdale Strikers. Nel 1980 passa al San Jose Earthquakes. Nel 1983 gioca prima per il Team America e poi per i Buffalo Stallions. Nel 1984 milita per i Tulsa Roughnecks e per il South Florida Sun.

### Nazionale
Con la maglia della Nazionale statunitense gioca una partita nel 1983 contro Haiti finita 2-0 per la propria squadra.